# ムービーモンスターシリーズ
ムービーモンスターシリーズは、2001年からバンダイより発売されている商品。

## 商品概要
ゴジラ・ガメラ映画に登場する、怪獣のソフトビニール人形シリーズの名称。通称「ムビモン」
1983年に発売されたゴジラの大型のソフビ人形グレートモンスターシリーズが元になっている。1990年の再生産の後に1991年からはゴジラシリーズの新作が制作されるごとにソフビ人形が売られていたが、ゴジラシリーズが1995年に『ゴジラvsデストロイア』で一旦シリーズを完結させた後の1998年、当時テレビ東京系で放映していたテレビ番組『ゴジラアイランド』に合わせてスタートした「ゴジラアイランド怪獣シリーズ」からの流れがこの「ムービーモンスターシリーズ」に引き続いている。後に「東宝怪獣シリーズ」及び「大映怪獣シリーズ」と名を改め、1995年以前のゴジラシリーズ現役当時の原型を縮小した上で流用した商品もある。ただし、ある程度の大きいソフビだと収縮の都合でこのサイズに収まらなかったり、単に造型の問題で過去のシリーズに存在しても、新造形でラインナップされたものもある（昭和ガメラ、メカキングギドラ、ヘドラなど）。以前出ていた初代ガイガンのみ縮小した後に型どりして、改修という凝った過程を経て復刻されている。また、「大映怪獣シリーズ」はセット売りのみで昭和ガメラの怪獣全てが（縮小されて）このサイズで販売されたが、一部店舗でばら売りされた模様。
「ゴジラアイランド怪獣シリーズ」及び「東宝・大映怪獣シリーズ」時期は、基本的に全高15～17cmで840円程度の値段の商品のシリーズであったが、『ゴジラ・モスラ・キングギドラ　大怪獣総攻撃』～『ゴジラ FINAL WARS』公開時まではこのシリーズで、95年以前のサイズの20cm超の大型ソフビがラインナップされており、一部は縮小されて以後のラインナップ（2005年発売「ムービーモンスターシリーズ-STANDARD-」）に組み込まれた。

## ラインナップ
★－初版から縮小されて、シリーズに編入された商品
☆－以前のシリーズからの流用
◎－新造形

### グレートモンスターシリーズ
- 東宝怪獣ソフビ No.001（グレートモンスターシリーズ#31）ゴジラ1962◎
- 東宝怪獣ソフビ No.002（グレートモンスターシリーズ#32）ゴジラ1964◎
- 東宝怪獣ソフビ No.003（グレートモンスターシリーズ#33）メカゴジラ◎
- 東宝怪獣ソフビ No.004（グレートモンスターシリーズ#34）キングギドラ◎
- 東宝怪獣ソフビ No.005（グレートモンスターシリーズ#35）ゴジラ1984◎

### ゴジラシリーズ（東宝怪獣シリーズ）
- ラドン◎
- モゲラ◎
- モスラ幼虫1961◎(軟質ソフビで発売された物を硬質ソフビに変更して発売)
- キングコング◎（著作権の都合上タグはゴジラシリーズのものと異なっている）
- ゴジラ1964☆
- モスラ幼虫1964◎
- モスラ成虫1964◎（頭部と胴体はフロッキー加工 羽はプラスチック製）
- キングギドラ☆
- バラゴン◎
- メカニコング◎
- ゴロザウルス◎
- ミニラ◎
- カマキラス◎
- アンギラス◎
- ヘドラ◎
- ガイガン◎
- メガロ◎
- ジェットジャガー◎
- メカゴジラ☆
- キングシーサー◎
- バイオビオランテ◎
- ゴジラ1991◎
- ゴジラザウルス☆
- キングギドラ1991☆（頭部と首以外はは同シリーズのキングギドラの流用）
- メカキングギドラ◎
- ゴジラ1992◎
- モスラ幼虫1992◎
- モスラ成虫1992◎（頭部と胴体はフロッキー加工 羽はプラスチック製 ディスプレイスタンド付き）
- バトラ幼虫◎
- バトラ成虫◎（羽はプラスチック製 ディスプレイスタンド付き）
- ゴジラ1993☆（ゴジラ1992の流用）
- ベビーゴジラ◎
- メカゴジラ1993◎
- ファイヤーラドン◎
- ゴジラ1994☆（ゴジラ1992の流用）
- リトルゴジラ◎
- スペースゴジラ◎
- Gフォースモゲラ◎
- アマノシラトリ
- ウツノイクサガミ
- クマソガミ
- ゴッドカイシン（商標の都合によりこのような名前となった）
- ヤマタノオロチ
- バーニングゴジラ◎[1]
- ゴジラジュニア◎
- デストロイア完全体◎
- デストロイア集合体◎
- モスラ成虫1996◎（1992年版の流用 羽はプラスチック製 フロッキー加工省略 ディスプレイスタンド無し）
- モスラ幼虫1997◎
- モスラ成虫1997◎（羽はプラスチック製 尻尾を押すと羽が可動）
- モスラ成虫1998☆（モスラ成虫1997の羽のみ彩色変更しレインボーモスラとして発売）
- モスラ1998水中モード◎（羽はプラスチック製）
- レインボーモスラ1999☆（モスラ成虫1997の流用で頭部のみ新造形 羽はプラスチック製 パーツ取り付けと羽を差し換えにより鎧モスラに換装可能）
- デスギドラ◎

#### ゴジラ超進化セット
ブリスターパックのセット
- ゴジラ1991☆
- ゴジラザウルス◎

#### 結集!歴代怪獣ボックス(GODZILLA MEMORIAL BOX)
同シリーズの再塗装ソフビセット
- ゴジラ1962☆(背びれのみ新造形)
- ゴジラザウルス☆
- アンギラス☆
- ラドン☆
- モスラ幼虫1964☆
- バトラ幼虫☆
- キングギドラ☆
- ヘドラ☆
- ガイガン☆
- メガロ☆
- メカゴジラ1974☆
- メカゴジラ1993☆
- スペースゴジラ☆
- Gフォースモゲラ☆

### 中型ソフビのセット売り
ムビモンサイズと同程度のソフビをセットにした商品
- 三大怪獣大決戦

ゴジラ1992、モスラ幼虫1992、バトラ幼虫、国会議事堂（ブロー成型）-「ゴジラvsモスラ」公開時
- モスラ2 海底の大決戦セット

モスラ水中モード、ダガーラ、ゴーゴ、フェアリー、ガルガル2（ゴーゴ以下は指人形サイズ）-「モスラ2」公開時

### ガメラシリーズ
- 昭和ガメラ◎
- バルゴン◎
- ギャオス◎
- バイラス◎
- ギロン◎
- ジャイガー◎
- ジグラ◎
- ガメラ１◎
- スーパーギャオス◎
- 1996ガメラ◎
- レギオン◎

### 特大ソフビ
- ゴジラ1991◎
- ビッグスケールガメラ◎
- キングギドラ1999◎

### 東宝怪獣シリーズ(ゴジラアイランド怪獣シリーズ)
ゴジラアイランド放送中に発売。当初はゴジラアイランドシリーズの名前だったが途中で東宝怪獣シリーズに改名。タグナンバーG-12までのタグがゴジラアイランドと東宝怪獣シリーズの2種類ある
- タグナンバーG-01ゴジラ★(尻尾のみ新造形)
- タグナンバーG-02モスラ幼虫★
- タグナンバーG-03キングギドラ◎
- タグナンバーG-04メカゴジラ★
- タグナンバーG-05Gフォースモゲラ★
- タグナンバーG-06ガイガン★(型が改修されている)
- タグナンバーG-07ボウリュウアンギラス★
- タグナンバーG-08スペースゴジラ★
- タグナンバーG-09キングシーサー★
- タグナンバーG-10ファイヤーラドン★
- タグナンバーG-11メカキングギドラ◎（両端の頭部のみ同シリーズのキングギドラと同一）
- タグナンバーG-12デストロイア★(羽のみ新造形)
- タグナンバーG-13レインボーモスラ◎
- タグナンバーG-14白亜紀型キングギドラ◎
- タグナンバーG-15初代ゴジラ◎
- タグナンバーG-16ゴジラ2000◎
- タグナンバーG-17オルガ◎

#### 東宝怪獣シリーズSPECIAL「ゴジラ×メガギラスセット」
ブリスターパックのセット
- ゴジラ2001☆（ゴジラ2000の彩色変更と背びれをクリア化）
- メガギラス◎
- メガニューラ◎
- メガヌロン◎
- グリフォン◎

### 大映怪獣シリーズ
タグナンバー04以降は「強いぞガメラ！復活大結集BOX」のセット品として発売。
- タグナンバー01ガメラ1999◎
- タグナンバー02イリス◎
- タグナンバー03ギャオスハイパー◎
- タグナンバー04ガメラ◎
- タグナンバー05バルゴン◎
- タグナンバー06ギャオス★
- タグナンバー07バイラス◎
- タグナンバー08ギロン★
- タグナンバー09ジャイガー★
- タグナンバー10ジグラ◎

### ムービーモンスターシリーズ

#### 15cmサイズ
- 初代ゴジラ☆
- ゴジラ☆
- バーニングゴジラ★
- ボウリュウアンギラス☆
- レインボーモスラ☆
- キングギドラ☆
- メカキングギドラ☆
- ガイガン☆
- メカゴジラ☆
- スペースゴジラ☆
- デストロイア☆
- 守護獣ガメラ☆
- メカゴジラ1975◎
- チタノザウルス◎
- ラドン1994☆
- Gフォースモゲラ☆
- ゴジラジュニア★
- ゴジラ1974◎[1]
- キングシーサー☆
- アンギラス2005◎
- ラドン2005◎
- ミニラ2005◎
- X星人2005◎

##### ゴジラ50周年メモリアルBOX
歴代ゴジラとその他の怪獣全20体のソフビセット
- 初代ゴジラ☆
- ゴジラ1955◎
- アンギラス（モノクロバージョン）☆（リペイント）
- ゴジラ1962◎
- ゴジラ1964◎
- ゴジラ1965◎
- ゴジラ1967◎
- ゴジラ1968◎
- ガイガン☆（リペイント）
- にせゴジラ☆（ゴジラ1974の右腕替え）
- ゴジラ1975☆（ゴジラ1974の頭部替え）
- メカゴジラ（ブラックバージョン）☆（リペイント）
- ゴジラ1984◎
- ゴジラ（VSシリーズ）☆
- キングギドラ1992☆
- ゴジラザウルス☆
- ラドン1994☆（リペイント）
- バーニングゴジラ★（クリアリペイント）
- ゴジラジュニア☆
- ゴジラ2000★

#### 20cmサイズ
- ゴジラ2002◎
- モスラ2002◎
- キングギドラ2002◎
- バラゴン2002◎
- ゴジラ2003◎
- メカゴジラ2003◎
- メカゴジラ2003高機動型☆（メカゴジラ2003の両腕と胴体替え）
- ゴジラ2004☆（ゴジラ2003の胴体替え）
- モスラ成虫2004◎
- モスラ幼虫2004(メス)◎
- モスラ幼虫2004(オス)◎
- メカゴジラ2004☆（メカゴジラ2003の両腕と胴体替え）
- メカゴジラ2004高機動型☆（メカゴジラ2003の両腕と胴体替え）
- ゴジラ2005◎
- ファイヤーモスラ☆（モスラ2004のクリア彩色変更）
- ガイガン2005◎
- ガイガン2005(パワーアップ・タイプ)☆（ガイガン2005の頭部と両腕先替え）
- モンスターX◎
- カイザーギドラ◎

#### 30cmサイズ
- DXムービーモンスターシリーズ ゴジラ2004

### ムービーモンスターシリーズ-STANDARD-
2005年以降のリニューアル版
- 初代ゴジラ☆
- ゴジラ1968☆(タグの写真は何故か1973年版になっている)
- ゴジラ☆
- ゴジラ2005★
- ラドン2005☆
- アンギラス2005☆
- メカゴジラ2004★
- モスラ2004★
- スペースゴジラ☆
- ガイガン2005★
- デストロイア☆
- キングギドラ☆
- メカキングギドラ☆
- ヘドラ◎
- ジェットジャガー◎
- 昭和ガメラ☆
- 平成ガメラ☆
- 新生ガメラ◎
- ギャオスハイパー☆

### ムービーモンスターシリーズ
2014年以降のリニューアル版。『シン・ウルトラマン』や『ヱヴァンゲリヲン新劇場版:破』といった怪獣映画以外の作品も数多くラインナップされている。
- ゴジラ2014◎
- ムートー◎
- ゴジラ2016◎
- メカゴジラ2004☆(右腕が新規造形)
- ミレニアムゴジラ☆
- ゴジラ2016(第二形態)◎
- ゴジラ2016(第三形態)◎
- バーニングゴジラ☆
- デストロイア◎
- ゴジラ2017◎
- セルヴァム◎
- ビオランテ◎
- メカゴジラ(重武装型)☆(上半身と両腕が新規造形であるが、何故か左腕にもスパイラル・クロウが造形されている)
- モスラ(成虫)☆(東京SOS版の造形であるが、タグの写真と説明文は何故かVSモスラ版になっている)
- モスラ(幼虫)◎(東京SOS版のメスの造形であるが、タグの写真と説明文は何故かVSモスラ版になっている)
- メカキングギドラ☆
- ゴジラ・アース 熱戦放射ver.☆(ゴジラ2017の両腕と両足と胴体替え)
- ガイガン☆
- ラドン☆
- ギドラ◎
- モゲラ☆
- スペースゴジラ☆
- ゴジラ2019◎
- モスラ2019◎
- キングギドラ2019◎
- ラドン2019◎
- キングコング2021◎
- ゴジラ(1954)◎（初代ゴジラとは別造形）
- アンギラス(2004)⭐︎
- ガイガン(2004)⭐︎
- ジェットジャガー(1973)◎(両腕が新造形)
- メガロ◎
- ゴジラ(1991)◎
- ヘドラ◎
- バトラ成虫◎
- メガギラス◎(限定版を除くと初の単品販売)
- メカゴジラ2003◎
- ゴジラ・ザ・ライド◎
- ゴジラ2023◎
- カイザーギドラ◎
- ゴジラ(1955)◎
- アンギラス(1955)◎
- 呉爾羅(2023)◎
- ゴジラ(1991)◎
- スペースゴジラ◎
- ゴジラ(2002)
- ゴジラ(1954)
- ゴジラ(2016)覚醒ver.
- ゴジラ(2019)通常形態ver.
- リトルゴジラ
- ゴジラ(2001)
- キングギドラ(2001)
- ヘドラ(1971)
- ガメラ(1995)◎
- ギャオス(1995)◎
- ガメラ(1999)◎
- レギオン◎
- イリス◎
- ガメラ(1996)◎
- ソルジャーレギオン
- ガメラ(1965)
- ギャオス(1967)
- ガメラ(2023)
- ギャオス(2023)
- ジャイガー(2023)
- ジグラ(2023)
- ギロン(2023)
- バイラス(2023)
- 大魔神◎
- ウルトラマン(シン・ウルトラマン)◎
- ネロンガ◎
- ガボラ◎
- ウルトラマン(スペシウム光線ver.)◎
- ゾーフィ(シン・ウルトラマン)
- ザラブ(シン・ウルトラマン)◎
- ULTRAMAN◎
- SEVEN◎
- TARO◎
- ZOFFY◎
- ACE◎
- JACK◎
- ウルトラマン(シン・ウルトラマン) エネルギー消耗時ver.
- ウルトラマン(シン・ウルトラマン) 降着時スペシウム光線ver.
- メフィラス(シン・ウルトラマン)◎
- ウルトラマン(シン・ウルトラマン) 飛行ver.◎
- ゴメス(シン・ウルトラマン)◎
- ペギラ(シン・ウルトラマン)◎
- パゴス(シン・ウルトラマン)◎
- エヴァンゲリオン初号機◎
- エヴァンゲリオン2号機◎
- エヴァンゲリオン零号機(改)◎
- エヴァンゲリオンMark.06◎
- エヴァンゲリオン8号機α◎
- 仮面ライダーBLACK SUN◎
- 仮面ライダーSHADOWMOON◎
- 黒殿様飛蝗怪人ブラックサン◎
- 銀殿様飛蝗怪人シャドームーン◎
- 仮面ライダー(コートver.)◎
- 仮面ライダー◎
- 仮面ライダー第2号◎
- 仮面ライダー第2号(コートver.)◎
- 仮面ライダー第2号◎
- 大量発生型相変異バッタオーグ◎
- 仮面ライダー第0号◎
- 仮面ライダー第2+1号
- 第2世代外世界観測用自立型人工知能 ケイ◎

### 怪獣王シリーズ
26～30cmサイズ。
- ゴジラ2016◎
- メカゴジラ(型は海外版の流用)
- ゴジラFINAL WARS(型は海外版の流用)
- ゴジラ2017◎
- ゴジラ2019◎
- ゴジラ2023◎

### ムービーモンスターEXシリーズ
2015年発売。型は海外版の流用。
- ゴジラ1968
- メカゴジラ
- キングシーサー
- レインボーモスラ
- キングギドラ

### 限定品
たいていは既存ソフビのクリアバージョンや塗装違いである

#### 劇場限定版
- バーニングゴジラクリア
- メルトダウンゴジラクリア
- 1996ガメラ(ウルティメイト・プラズマモード)
- レインボーモスラクリア
- ガメラ1999クリア(バニシング・フィスト)
- ゴジラ2000クリア
- ゴジラ2001クリア
- メガギラスブルー（唯一の単品売り）
- ゴジラ2002クリアグレー
- モスラ2002クリアパープル
- キングギドラ2002クリアイエロー
- バラゴン2002クリアレッド
- ゴジラ2003クリアホワイト
- メカゴジラ2003黒塗装
- ゴジラ2004
- モスラ成虫2004半クリア
- モスラ幼虫2004(メス)クリアブラウン
- メカゴジラ2004黒塗装
- ゴジラ2005クリアブルー
- アンギラス2005ブラウン塗装
- ラドン2005
- ゴジラ2016（限定クリアレッドVer.）
- ゴジラ2023（限定クリアラメブルーVer.）

#### ゴジラ FOREVER
- ゴジラ1962
- メカキングギドラ
- ゴジラ1993
- ファイヤーラドン
- ゴジラジュニア
- メルトダウンゴジラ
- ゴジラ（世紀末覇王）

#### イトーヨーカドー限定版
- ゴジラ2003クリアレッド
- ゴジラ2004クリアグレー
- メカゴジラ2004黒塗装
- ゴジラ2005クリア

#### HMV限定版
- ゴジラ2002クリア
- ゴジラ2004グリーンクリア
- ゴジラ2005グレー塗装
- アンギラス2005グレー塗装
- 小さき勇者たち〜ガメラ〜公開記念HMV限定　金銀銅ガメラBOX昭和ガメラ銅塗装
- 小さき勇者たち〜ガメラ〜公開記念HMV限定　金銀銅ガメラBOX平成ガメラ銀塗装
- 小さき勇者たち〜ガメラ〜公開記念HMV限定　金銀銅ガメラBOX新生ガメラ金塗装

#### トイズドリームプロジェクト
- トイズドリームプロジェクトムービーモンスターシリーズ ゴジラ×モスラ×メカゴジラ 東京SOSボックス(ゴジラ2004＆メカゴジラ2004高機動型＆ リカちゃんキーホルダー小美人入り)
- トイズドリームプロジェクト バンダイ＆トミー ムービーモンスターシリーズ＆キャラクタミクスメルトダウンゴジラ編
- トイズドリームプロジェクトムービーモンスターシリーズ ゴジラ1975＆チタノザウルスセット
- トイズドリームプロジェクトムービーモンスターシリーズ ゴジラの逆襲 イマジネイティブカラーセット(ゴジラ1955＆アンギラスのクリアー成型プラス彩色版入り)

#### てれびくん限定品
- てれびくん懸賞品バーニングゴジラクリア
- てれびくん懸賞品バーニングゴジラクリアブルー
- てれびくん懸賞品バーニングゴジラクリアレッド
- てれびくん応募特等品クリア幼虫モスラセピアクリア
- てれびくん抽選プレゼントミレニアムゴジラクリアグリーン
- てれびくん抽選プレゼントオルガクリアグリーン
- てれびくん「ゴジラ強敵新怪獣デザインコンテスト」懸賞品ミレニアムゴジラクリアレッド

#### プレミアムバンダイ限定品
- ゴジラ2016 クライマックスver.(ゴジラ2016の上胴替え)
- ゴジラ2016 形態変化3体セット(下記の3体セット)
  - ゴジラ2016 凍結ver.(ゴジラ2016の尻尾替え)
  - ゴジラ2016(第二形態・重塗装ver.)
  - ゴジラ2016(第三形態・重塗装ver.)
- 怪獣王シリーズ ゴジラ2016 クライマックスver.(怪獣王シリーズ ゴジラ2016の上胴と尻尾替え)
- 3式機龍 重武装型 エヴァ初号機イメージカラーver./エヴァ2号機イメージカラーVer.（ゴジラ対エヴァンゲリオンとのコラボ）
- エリ巻恐竜 ジラース（ウルトラ怪獣アドバンスとのコラボ）
- ヴァグセクト (大型)（ウルトラ怪獣DXとのコラボ）

#### マスターディテール ムービーモンスターシリーズ
従来の「ムービーモンスターシリーズ」では再現できなかったシャープな造形を再現するため、対象年齢は15歳以上であるのが特徴。プレミアムバンダイ限定品。
- メカゴジラ

#### ゴジラ・ストア限定品
- ゴジラ2016ゴジラ・ストア限定Ver.(ゴジラ2016のブラッククリア成型プラス彩色)
- ゴジラ2016 クライマックスver.(プレミアムバンダイ限定版のクリアパープル成型プラス彩色)
- ゴジラ2016 クライマックスver. 2020メタルピンク(ゴジラストア限定クライマックスver版のメタルピンク彩色)
- ゴジラ2016 クライマックスver.スペシャル限定　2020重塗装仕様(ゴジラストア限定クライマックスver版の重塗装仕様彩色)
- 日比谷ゴジラスクエア ゴジラ像◎
- キングギドラ ゴジラ・ストア限定Ver.(ムービーモンスターEXシリーズ版のクリアブルー成型)
- ゴジラ(1954)レトロブルーver.
- 三式機龍 〈改〉重武装型ブラックver. ◎（メカゴジラ2004の23cmサイズ新造形マットブラック彩色）

#### その他
- 円谷英二展限定版初代ゴジラクリアスモーク
- 円谷英二展限定版初代ゴジラクリアセピア
- シネタウン岐阜限定版ゴジラ2000クリア
- 抽選プレゼントミレニアムゴジラスーパークリスタル
- 花やしき限定版ゴジラ2002クリア
- こどもの時代館限定版バラゴン2002クリアオレンジ
- 新宿高島屋大ゴジラ展限定版メカゴジラクリア
- バンダイミュージアム限定版ゴジラ1993
- バンダイミュージアム限定版バーニングゴジラ
- バンダイミュージアム限定版メルトダウンゴジラ
- 「ゴジラと科学展」会場限定版メカゴジラ2003高機動型黒塗装
- アジアンファンタジーフィルムEXPO限定版ガメラ3クリア
- ハイパーホビー誌上限定版ゴジラ2002
- ハイパーホビー誌上限定版バンダイ ムービーモンスターシリーズ スタンダードゴジラアイランドスペシャルセット(ブラックメカゴジラとメディカルジェットジャガー＆消防ジェットジャガーのセット)
- 応募当選品ファイナルガイガンクリアレッド
- ゴジラDVD発売記念限定版初代ゴジラ・ブラック
- ゴジラDVD発売記念限定版ガイガン・ブラック
- ゴジラDVD発売記念限定版スペースゴジラ・ブラック
- ゴジラDVD購入特典非売品100体限定ゴジラ1984
- シン・ゴジラ セブン-イレブン限定グッズ付き前売り券メカゴジラ初号機Ver.
- シン・ゴジラ DVD/BD 2枚組＜セブンネット限定メカゴジラ弐号機Ver.セット＞メカゴジラ弐号機Ver.
- GODZILLA 怪獣惑星 全国共通前売券セブンネット限定 ゴジラ2017 ブルークリアver .
- 特撮のDNA 東京展限定版 ゴジラ2016（第2形態）クリアイエローVer.
- 特撮のDNA 東京展限定版 ゴジラ2016（第3形態）クリアレッドVer.
- SHIN JAPAN HEROES AMUSEMENT WORLDイベント限定版 ゴジラ2016メタリックカラーVer. (ゴジラ2016のメタリックレッドカラー彩色)
- 怪獣王ゴジラ展（台湾）限定版 ゴジラ2016クリアパープルVer.（ゴジラ2016のクリアパープル彩色）
- ユニバーサル・スタジオ・ジャパン　“ゴジラ・ザ・リアル 4D"限定 ゴジラ2016 ユニバーサル・スタジオ・ジャパン オリジナル"放射熱線カラー" Ver.（背びれ半クリアパープル彩色)
- ユニバーサル・スタジオ・ジャパン　”ゴジラ対エヴァンゲリオン・ザ・リアル 4-D“限定 ゴジラ2016 ユニバーサル・スタジオ・ジャパンオリジナルカラーver.

### 海外版
バンダイアメリカから新造形のゴジラシリーズの怪獣ソフビが発売されている。

#### 15cmサイズ
- 初代ゴジラ
- ゴジラ1968(限定クリアバージョンもある)
- ゴジラ1974
- バーニングゴジラ(限定クリアバージョンもある)
- ゴジラ2000(限定クリアバージョンもある)
- ゴジラ2001
- ゴジラ2004
- リトルゴジラ
- アンギラス2004
- ラドン2004
- レインボーモスラ(限定クリアバージョンもある)
- キングギドラ2001
- ガイガン1972(限定クリアバージョンもある)
- ガイガン2004
- メカゴジラ1974(限定クリアバージョンもある)
- メカゴジラ1993
- メカゴジラ2002高機動型
- ヘドラ1971
- キングシーサー1974
- スペースゴジラ
- デストロイア

#### 20cmサイズ
- ゴジラ2004
- ガイガン2004
- メカゴジラ2002高機動型